# It's a Heartache
It's a Heartache è un singolo di Bonnie Tyler, pubblicato nel 1977 dalla CBS Records.
Il singolo riscosse molto successo e raggiunse la prima posizione in diversi paesi europei e in Australia, la terza negli USA e la quarta nel Regno Unito.

## Classifiche

### Classifiche settimanali
| Classifica (1977/78)             | Posizione massima |
| -------------------------------- | ----------------- |
| Australia                        | 1                 |
| Austria                          | 3                 |
| Belgio (Fiandre)                 | 2                 |
| Canada                           | 1                 |
| Finlandia                        | 2                 |
| Francia                          | 1                 |
| Germania                         | 2                 |
| Irlanda                          | 3                 |
| Norvegia                         | 1                 |
| Nuova Zelanda                    | 4                 |
| Paesi Bassi                      | 5                 |
| Regno Unito                      | 4                 |
| Spagna                           | 1                 |
| Stati Uniti                      | 3                 |
| Stati Uniti (adult contemporary) | 10                |
| Stati Uniti (country)            | 10                |
| Sudafrica                        | 2                 |
| Svezia                           | 1                 |
| Svizzera                         | 3                 |

### Classifiche di fine anno
| Classifica (1978) | Posizione |
| ----------------- | --------- |
| Australia         | 7         |
| Austria           | 9         |
| Belgio (Fiandre)  | 30        |
| Canada            | 21        |
| Francia           | 6         |
| Germania          | 20        |
| Nuova Zelanda     | 37        |
| Paesi Bassi       | 36        |
| Stati Uniti       | 24        |
| Sudafrica         | 9         |
| Svizzera          | 12        |

## Cover
Patty Pravo ne ha inciso una versione nel 1978, dal titolo Notti bianche con testo italiano tradotto da Franco Migliacci.
Il brano fu incluso nell'album Miss Italia.